# Z mgły zrodzony (powieść)
Z mgły zrodzony (tyt. oryg. Mistborn: The Final Empire) – pierwsza część trylogii Brandona Sandersona Z mgły zrodzony.

## Świat
Świat Z mgły zrodzonego, jaki poznajemy na początku pierwszej książki, nie jest przyjemnym miejscem. Rośliny tam są brązowe, niebo czerwone, a poza deszczem i śniegiem z nieba sypie się też popiół. Miejsce, w którym toczy się akcja, to Ostatnie Imperium – ogromne państwo trzymane żelazną ręką przez tyrana, Ostatniego Imperatora, będącego dla Imperium jednocześnie władcą i bogiem, który, jak mówią, jest nieśmiertelny i rządzi nieprzerwanie od ponad tysiąca lat, kiedy to pokonał potwora zwanego Głębią i uwolnił świat od zła.
Społeczeństwo żyjące tam dzieli się wyraźnie na trzy grupy: pierwsza to obligatorzy, członkowie Stalowego Zakonu, zajmującego się kultem Imperatora, wykonywaniem jego praw i sprawami urzędowymi.
Druga to arystokracja – obdarzona licznymi przywilejami i prawami grupa podzielona na różnej wielkości i majątku rody, z których dziewięć największych – Venture, Hasting, Elariel, Tekiel, Lekal, Erikeller, Haught, Urbain i Budvias – posiadają własne, pokaźne twierdze w stolicy Imperium, Luthadel, i cieszą się jeszcze większymi możliwościami. O arystokratach mówi się, że są potomkami ludzi, którzy pomogli Ostatniemu Imperatorowi osiągnąć władzę i potęgę.
Trzecia i najbardziej liczna grupa, skaa, to niewolnicy pozbawieni jakichkolwiek przywilejów, których życie i śmierć były zależne jedynie od ich arystokratycznych panów. Jeden z przepisów Imperium mówił, że pan może kochać się z dowolną ilością posiadanych kobiet skaa, dopóki każda z nich była później mordowana, aby zapobiec zmieszaniu się szlacheckiej krwi z „poślednią” krwią niewolnika. Jedynie pojedyncze jednostki skaa zdołały zapewnić sobie miejsce w Luthadel jako utalentowani rzemieślnicy i wiedli w miarę przyzwoite życie, chociaż i tak gorsze od najbiedniejszej szlachty. Niewielkie grupki skaa osiadły zaś w Luthadel jako złodziejskie bandy, żyjąc w ukryciu i przeprowadzając na szlachcicach drobne kradzieże.
Fikcyjny świat przedstawiony w serii Z mgły zrodzony znacząco różni się od większości światów wchodzących w kanon gatunku literackiego fantasy. W przeciwieństwie do większości nie opiera się bowiem na żadnym konkretnym okresie historycznym. Obyczaje arystokracji – ogromne bale organizowane w pełnych przepychu siedzibach rodów, intelektualistyczne rozmowy przy winie i wiecznie prowadzone gry polityczne i handlowe – przypominają życie XIX i XIII-wieczne.

## Fabuła
Historia opisana w Z mgły zrodzonym obraca się wokół złodziejki Vin, szesnastoletniej dziewczyny należącej do jednej z żyjących pod marginesem prawa band skaa. Dzięki pewnym umiejętnościom, pozwalającym jej z niezrozumiałych przyczyn kontrolować emocje innych ludzi, zdołała przez długi czas przeżyć w niebezpiecznych warunkach. Drugą kluczową postacią fabularną jest Kelsier, potężny Zrodzony z Mgły i buntownik, znany jako Ocalały z Hatshin, kopalń służących jednocześnie jako więzienie, ponieważ jest jedyną znaną osobą, której udało się z nich uciec. W momencie rozpoczęcia opowieści szajka Vin planuje dużą akcję, której częścią jest podpisanie fałszywej umowy z Kantonem Finansów, jednym z ministerstw Stalowego Zakonu. Vin, ze względu na swoje umiejętności, uczestniczy w tej akcji, co jednak zostaje wykryte przez obligatorów, którzy wysyłają za nimi pościg. Kelsier jednak, zainteresowany możliwościami dziewczyny, udaremnia atak i stawia się w kryjówce szajki, gdzie namawia Vin do dołączenia do pewnej szykowanej przez niego akcji. Wyjaśnia jej też, że jej umiejętności to allomancja, a dziewczyna okazuje się być Zrodzonym z Mgły, najrzadszym rodzajem allomantów, potrafiącym używać wszystkich metali zamiast jedynie jednego.
Vin dowiaduje się, że planowane przez Kelsiera i jego ludzi przedsięwzięcie to nic innego, niż plan obalenia Ostatniego Imperatora. Zgadza się dołączyć do grupy i ostatecznie pomaga w realizacji planu.

## Postacie
- Vin – pół-skaa, złodziejka, która posiadła moc Zrodzonego. Jest uczennicą Kelsiera oraz główną bohaterką.
- Kelsier – Ocalały z Czeluści Hathsin i jeden z najlepszych Zrodzonych w historii. Uciekł z Czeluści i zorganizował najlepszą złodziejską szajkę, której zadaniem jest obalenie Imperatora. Jest nauczycielem Vin, a historia jest częściowo opowiedziana z jego punktu widzenia.
- Dockson – wieloletni przyjaciel Kelsiera i członek załogi. Nie jest Allomantą, ale trzyma z załogą ze względu na jego zdolności organizacyjne i administracyjne.
- Hammond albo „Ham” – członek załogi Kelsiera, jest Cynozbrojnym. Ham lubi filozoficzne potyczki, a zwłaszcza te z Breezem.
- Ladrian lub Breeze – członek załogi Kelsiera, jest Uspokajaczem. Breeze lubi wino, prawie tak bardzo jak siebie.
- Cladent lub „Clubs” – członek załogi, jest Dymiarzem, w jego warsztacie znajduje się kryjówka bandy.
- Lestibournes albo „Spook” – uczeń, a zarazem siostrzeniec Clubsa. Spala Cynę, jest najmłodszy z ekipy i mówi w ulicznym dialekcie.
- Ostatni Imperator – władca i „bóg” Ostatniego Imperium.  Nikt nie wie, kim jest i skąd pochodzi. Ponoć niegdyś przed Wstąpieniem pokonał mityczną Głębię i otrzymał boską moc.
- Marsh – brat Kelsiera i zarazem Szperacz. Nie lubi Kelsiera, jednak pomaga mu w obaleniu Imperium.
- Sazed – Terrisjanin. Jest Opiekunem, a specjalizuje się w religii. Korzysta z Feruchemii i jest przyjacielem Kelsiera.
- Elend Venture – szlachcic, syn Straffa Venture. Zakochuje się z wzajemnością w Vin.